# 하디 리처드슨
아브람 하딩 "하디" 리처드슨(Abram Harding "Hardy" Richardson, 1855년 4월 21일 ~ 1931년 1월 14일)은 19세기에 뛰었던 미국의 야구 선수로, 메이저 리그 야구에서 2루수, 우익수로 주로 출전했다. 우투우타였으며, 통산 타율 .299, 1,688안타, 1,120득점을 기록했다.